# Ma Sang-hoon
Ma Sang-hoon (tiếng Hàn: 마상훈; sinh ngày 25 tháng 7 năm 1991 ở Hàn Quốc) là một cầu thủ bóng đá Hàn Quốc từng thi đấu cho BBCU F.C. của Thai League 2 năm 2017.

## BBCU F.C.
Trở lại BBCU F.C. của Giải bóng đá Ngoại hạng Thái Lan mùa giải 2016, Sang-hoon ra mắt Báo Hồng trong thắng lợi 2-0 trước Sisaket, nói rằng bóng đá Thái Lan không thay đổi nhiều kể từ khi anh thi đấu cho BBCU năm 2013.
Anh về lại Hàn Quốc sau khi BBCU bị giải thể do cạn kiệt ngân sách vào năm 2017.